# Curt Schilling
Curtis Montague Schilling (14 de noviembre de 1966) es un ex lanzador derecho estadounidense de las Grandes Ligas de Béisbol, ex desarrollador de videojuegos y exanalista de béisbol. Él ayudó a conducir a los Filis de Filadelfia a la Serie Mundial en 1993, y ganó los campeonatos de 2001 con los Diamondbacks de Arizona y en 2004 y 2007 con los medias Rojas de Boston. Schilling se retiró con un récord en postemporada de 11-2, y su porcentaje de victorias en postemporada de .846 es el récord en las ligas mayores entre los lanzadores con al menos diez decisiones. Él es un miembro del club de los 3,000 ponches y tiene la más alta y mejor relación ponches-bases por bolas de cualquiera de sus miembros. Él está empatado en el tercer lugar de los que más veces han conseguido temporadas de 300 ponches. De los lanzadores del siglo XIX y posteriores, Schilling tiene el segundo más alto WAR para cualquier lanzador que no está en el Salón de la Fama (solo por detrás de Roger Clemens).
Después de retirarse,  fundó los Juegos del Monstruo Verde, los cuales fueron rebautizados 38 Estudios. La compañía publicó Reinos de Amalur: Ajuste de Cuentas en febrero del 2012, pero justo tres meses más tarde, Schilling despidió a su personal completo por severos problemas financieros.
Como personalidad de la radio Schilling estuvo contratado por la red radiofónica Howie Carr para hacer en las mañana sabatinas un espectáculo de política y deportes. Como un comentarista abierto y conservador, Schilling se unió al sitio web Breitbart.com en 2016.

## Años universitarios
Schilling se graduó en 1985 de la secundaria Shadow Mountain en Phoenix, Arizona, antes de asistir a la Universidad Yavapai en Prescott, Arizona.

## Carrera como jugador

### Inicios de la carrera MLB (1988–1992)
Schilling Empezó su carrera profesional en el sistema de granjas de los Medias Rojas de Boston como una selección de segunda ronda en el que podría ser el draft final de enero en MLB. Empezó su carrera profesional con la Elmira Pioneers, para entonces una filial de los Medias Rojas . Después de dos años y medio en las ligas menores, él y Brady Anderson fueron cambiados a los Orioles de Baltimore en 1988 por Mike Boddicker. Debutó en la Liga Mayor con los Orioles (1988–1990), y luego estuvo un año con los Astros de Houston (1991).

### Carrera con los Phillies  (1992–2000)
Durante el banderín de los Phillies de 1993, Schilling tuvo 16–7 con un promedio de carreras limpias de 4.02 y 186 ponches. Schilling lideró a los Phillies a una victoria contra el dos veces campeón defensor de Liga Nacional, los Bravos de Atlanta, en la Serie de Campeonato de la Liga Nacional. A pesar de no tener ninguna decisión durante sus dos salidas en la serie de seis juegos, la efectividad de Schilling de 1.69 carreras limpias y 19 ponches (incluyendo los primeros 5 bateadores de los Bravos del Juego 1, un récord de la NLCS) fue suficiente para merecer el premio de Jugador Valioso de la Serie de Campeonato de la Liga Nacional de 1993. Los Phillies fueron a enfrentar al campeón defensor, los Azulejos de Toronto, en la Serie Mundial. Después de perder Juego 1, él lanzó brillantemente en su próxima salida. Con los Phillies enfrentando la eliminación el día después de haber perdido un extraño juego 15–14 en casa en el Estadio de los Veteranos. Schilling lanzó una blanqueada de cinco hits para que los Phillies ganaran 2–0.
Schilling fue nombrado al equipo de Estrellas de la Liga Nacional en 1997, 1998 y 1999 e inició el juego de 1999. En 1997, finalizó 14.º en la votación por el MVP de la Liga Nacional y cuarto en la votación por el premio Cy Young. Infeliz con el rendimiento del equipo, solicitó un cambio a un equipo contendor en 2000 y fue posteriormente negociado a los Diamondbacks de Arizona. Sus 101 victorias lo coloca sexto en la lista de todos los tiempos para lanzadores de los Phillies, 20.º en ERA (3.35), 23.º en apariciones en juegos (242), sexto en los juegos iniciados (226), 34.º en juegos completos (61), 13.º en blanqueadas (14), cuarto en ponches (1554) y octavo en entradas lanzadas (1659.1).

### Carrera con los Diamondbacks (2000–03)
Schilling fue cambiado a los Diamondbacks el 26 de julio de 2000 por el primera base Travis Lee y los lanzadores Vicente Padilla, Omar Daal y Nelson Figueroa. Con Arizona, él tuvo 22-6 en victorias y derrotas con una efectividad de 2.98 en 2001, liderando las mayores en victorias y entradas lanzadas. También tuvo 4-0 con una efectividad de 1.12 en la postemporada. En la Serie Mundial del 2001, los Diamondbacks vencieron a los Yanquis de Nueva York en siete partidos. Schilling tuvo 1-0 en esa Serie Mundial con una efectividad de 1.69 y 26 ponches en 21 entradas, aunque también permitió un jonrón que los puso en desventaja en la 8ª entrada del Juego Siete. Compartió el Premio MVP (Jugador Más Valioso) de la Serie Mundial 2001 con su compañero de equipo Randy Johnson (quien relevó a Schilling en el Juego Siete y consiguió la victoria después del regreso dramático de los Diamondbacks en la novena entrada). Schilling y Johnson también compartieron el premio "Deportistas del Año" de 2001 de la revista Sports Illustrated. Durante la Serie Mundial Schilling recibió otros dos honores, ya que fue presentado en los premios Roberto Clemente y Branch Rickey de ese año, el primer Diamondback de Arizona tan honrado por cualquiera de los dos premios.
En 2002 él tuvo 23–7 con una efectividad de 3.23. Poncho 316 bateadores mientras caminaba a 33 en 259.1 entradas. El 7 de abril del 2002, Schilling lanzó una blanqueada de un hit y ponchando 17 contra los Cerveceros de Milwaukee. Ambos años finalizó segundo en la votación para el premio Cy Young,  detrás de Randy Johnson. Schilling finalizó la temporada del 2003 con un registro de 8–9 y 2.95 de efectividad en 168 entradas mientras ponchaba a 194 bateadores. En noviembre del 2003, los Diamondbacks canjearon a Schilling a los Medias Rojas de Boston a cambio de Jorge de la Rosa, Casey Fossum, Mike Goss y Brandon Lyon.

### Carrera con los Medias Rojas (2004–08)

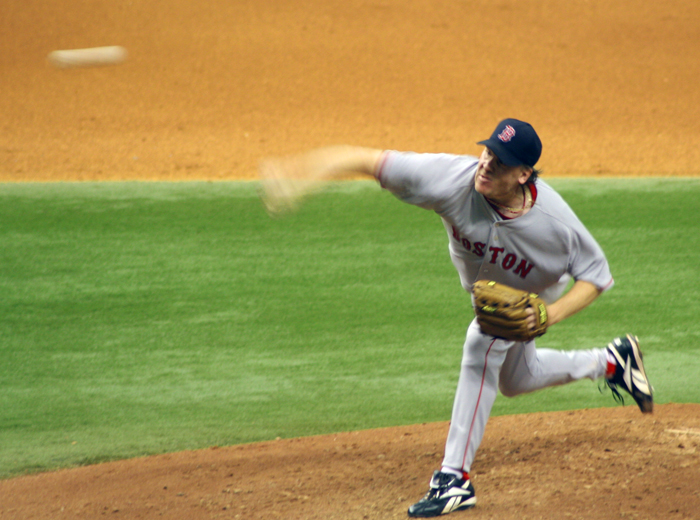
Curt Schilling en el montículo

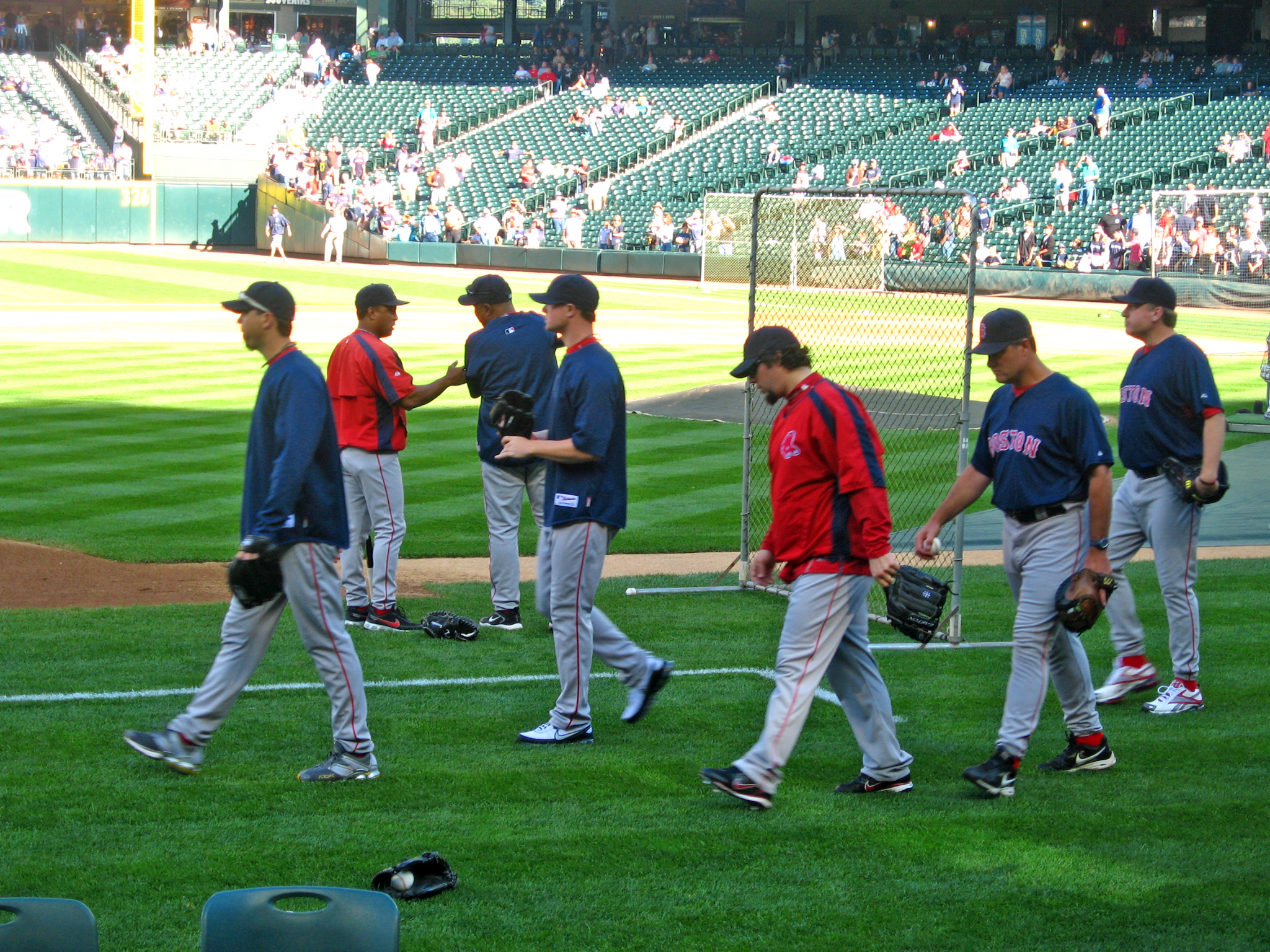
Los lanzadores Josh Beckett, Jon Lester, Éric Gagné, el entrenador de lanzadores John Farrell y Schilling previo a un juego de los Medias Rojas en el Safeco Field.

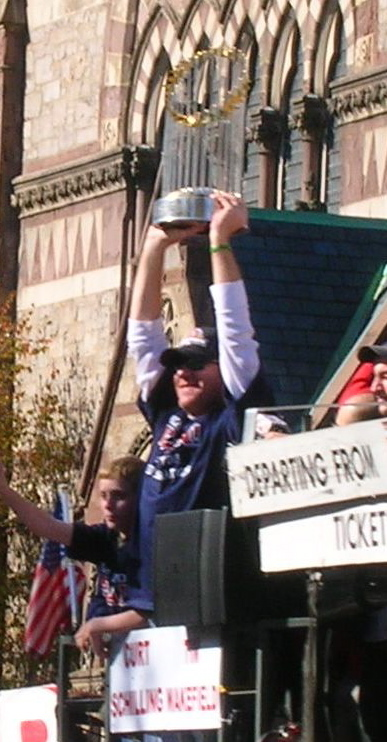
Curt Schilling levanta el Trofeo del Comisionado durante el desfile de la Serie Mundial del 2007 de los Medias Rojas..

El intercambio con Boston reunió a Schilling con Terry Francona, su dirigente durante sus últimos cuatro años con los Philadelphia Phillies. El 16 de septiembre de 2004, Schilling ganó su vigésimo juego de 2004 para los Medias Rojas, convirtiéndose en el quinto lanzador de Boston en ganar 20 o más juegos en su primera temporada con el equipo y el primero desde el Salón de la Fama Dennis Eckersley en 1978. Schilling terminó su temporada regular con un récord de 21-6.
El 19 de octubre de 2004, Schilling ganó el Juego 6 de la Serie de Campeonato de la Liga Americana de 2004 contra los Yankees de Nueva York. De forma notable, él ganó este juego jugando con un tobillo lesionado - las mismas lesiones que contribuyeron a su salida desastrosa en el juego 1 de la Serie de Campeonato de la Liga Americana. Estas lesiones fueron tan agudas que al final de su desempeño en el Juego 6, su calcetín blanco estaba empapado de sangre, el cual ahora se conoce como "el calcetín sangriento". La victoria forzó un Juego 7, los Medias Rojas seguirían para ganar el juego 7 y la Serie de Campeonato de la Liga Americana y harían su primera aparición en la Serie Mundial desde 1986. Schilling lanzó (y ganó) el Juego 2 de la Serie Mundial de 2004 para los Medias Rojas contra los Cardenales San Luis. En ambas series, tuvo que tener el tendón en el tobillo derecho estabilizado repetidamente, en lo que se ha conocido como el procedimiento tendinoso de Schilling, después de que la vaina del tendón se rompió durante su aparición en el juego 1 de la Serie Divisional de la Liga Americana contra los Angelinos de Anaheim. Al igual que en el Juego 6 de la Serie de Campeonato de la Liga Americana, el calcetín de Schilling estaba empapado con sangre de las suturas usadas en este procedimiento médico, pero aun así logró lanzar siete sólidas entradas, permitiendo una carrera con cuatro imparables y ponchando a cuatro. Este segundo calcetín sangriento fue colocado en el Salón de la Fama del Béisbol después de la victoria de Boston sobre San Luis en la Serie Mundial. Una barrida de cuatro juegos en la Serie Mundial borró la Maldición del Bambino. El 23 de febrero de 2013, el primer calcetín sangriento se vendió en una subasta en vivo en la mansión Fletcher-Sinclair por $92.613 dólares a un subastador anónimo.
Schilling volvió a ser segundo en la votación del Cy Young en 2004, esta vez ante el lanzador de los Mellizos de Minnesota Johan Santana, que fue una selección unánime, recibiendo los 28 votos de primer lugar. Schilling recibió 27 de los 28 votos en segundo lugar. Más tarde, todo el equipo de los Medias Rojas fue nombrados Deportistas del Año 2004 de Sports Illustrated, convirtiendo a Schilling en la segunda persona en haber ganado o compartido ese premio dos veces.
Schilling comenzó el 2005 en la lista de lesionados debido a lesiones recurrentes en el tobillo. Regresó en julio como cerrador de Boston. Finalmente regresó a la rotación de abridores y siguió con problemas. Los Medias Rojas llegaron a la postemporada, pero fueron barridos por los Medias Blancas de Chicago en tres partidos.
Para la temporada 2006, se dijo que Schilling estaría saludable. Comenzó la temporada con 4-0 con una efectividad de 1.61. Terminó el año con un récord de 15-7 y 198 ponches, con una respetable efectividad de 3.97. El 27 de mayo, logró su 200.ª victoria en su carrera, el lanzador 104 de la liga mayor en lograr la hazaña. El 30 de agosto, Schilling logró su ponche 3.000. Schilling tiene la mayor proporción de ponches-bases por bolas de cualquier lanzador con al menos 3.000 ponches, y es uno de los cuatro lanzadores en alcanzar el hito de 3.000 ponches antes de llegar a 1.000 bases por bolas. Los otros tres que lograron esta hazaña son Fergie Jenkins, Greg Maddux, y el ex astro de los Medias Rojas de Boston y compañero de equipo Pedro Martínez.[cita requerida]
En enero de 2007, Schilling anunció en el show de Dennis y Callahan que después de hablar con su familia, había cambiado de opinión y no quería retirarse en la conclusión de la temporada de 2007. Él intentó negociar una extensión a su contrato actual, pero los ejecutivos de los Medias Rojas anunciaron que no negociarían con él hasta después de la temporada citando la edad de Schilling y la condición física como factores en su decisión. Schilling continuó diciendo que se convertiría en agente libre al final de la temporada, por primera vez en su carrera, y que no negociaría con los Medias Rojas durante los 15 días posteriores al final de la Serie Mundial cuando el equipo tiene derechos de exclusividad para negociar con agentes libres potenciales. En una aparición de junio en el Show de Dennis y Callahan, Schilling dijo que aceptaría una extensión de un año a su contrato con su salario actual si los Medias Rojas se lo ofrecieran. Interrogado sobre su declaración, Schilling dijo: "Dije que no negociaría un acuerdo durante la temporada, y lo digo ahora, pero aceptaría esa oferta".
El 7 de junio de 2007, Schilling estuvo a un out del primer juego sin hits de su carrera. Schilling cedió un sencillo con dos fuera a Shannon Stewart de Oakland, que conectó una línea al campo derecho a una bola rápida de 95 mph para el único hit de los Atléticos. Schilling siguió a su juego de un hit con dos inicios pobres y fue enviado de nuevo a Boston el 20 de junio para una resonancia magnética en el hombro y fue puesto en la lista de incapacitados. Regresó de la lista de lesionados el 6 de agosto, lanzando al menos seis entradas en cada una de sus nueve aperturas después del descanso del Juego de Estrellas.
Schilling continuó con su exitosa carrera en la postemporada en el 2007, lanzando siete entradas en blanco en una victoria por 9-1 sobre los Angelinos en la Serie de Campeonato de la Liga Americana, completando una barrida de tres partidos para Boston. Sin embargo, no estuvo tan bien lanzando en el Juego 2 de la Serie de Campeonato de la Liga Americana contra Cleveland, cediendo nueve hits -dos de ellos jonrones- y cinco carreras limpias en sólo 4 2/3 de entradas. Él inició nuevamente en el sexto juego de la serie, lanzando siete entradas completas durante las cuales registró cinco ponches, sin permitir boletos con solamente dos carreras limpias permitidas para lograr la victoria y forzar un juego 7. Él logró su tercer triunfo de la postemporada de 2007 en el Juego 2 de la Serie Mundial de ese año dejando el partido después de 5 1/3 de entradas, ponchando a cuatro mientras permitía sólo cuatro hits. Con esta victoria, se convirtió en el segundo lanzador de más de 40 años en comenzar y ganar un juego de la Serie Mundial (Kenny Rogers se convirtió en el primero un año antes). Cuando Schilling salió en la sexta entrada, los aficionados en el Fenway Park dieron una ovación de pie a Schilling.
Schilling se declaró agente libre el 30 de octubre de 2007. Dijo que buscaría un acuerdo de un año y de acuerdo al programa ESPN First Take y su propio blog página 38 Pitches. Schilling luego firmó un contrato de un año con los Medias Rojas de Boston para la temporada 2008. Schilling se perdió toda la temporada 2008 debido a una lesión en el hombro. La lesión fue revelada por primera vez en febrero de 2008 y las opciones de tratamiento se convirtieron en un punto de discordia entre Schilling y la administración de los Medias Rojas. El 13 de marzo de 2008, los Medias Rojas colocaron a Schilling en la lista de lesionados de 60 días mientras seguía rehabilitando el hombro derecho. El 18 de junio de 2008, Curt Schilling dejó al equipo para ser revaluado después de sufrir dolor al lanzar fuera del montículo. El 20 de junio de 2008, Schilling declaró en el espectáculo de Dennis y Callahan de WEEI que se sometería a una cirugía de fin de temporada y que posiblemente había lanzado el último pitcheo de su carrera. El 23 de junio de 2008, Schilling se sometió a una cirugía de tenodesis bíceps, durante la cual se descubrió y cosió una pequeña rotura de la superficie inferior del manguito rotador y se reparó una separación del labrum. Según su cirujano, podría comenzar a lanzar en cuatro meses.

### Retiro
El 23 de marzo de 2009, Schilling anunció oficialmente su retiro del béisbol profesional después de 20 temporadas. Schilling terminó su carrera con un récord de 216-146, 3.46 de efectividad y 3116 ponches, 15º en la historia de la MLB. Después de haber lanzado por última vez en 2007, Schilling se convirtió en elegible para la votación del 2013 del Salón de la Fama del Béisbol, pero no recibió suficientes votos para la elección. El 2 de agosto de 2013, Schilling fue incluido en el Philadelphia Phillies Wall of Fame.

### Informe del scout
Durante el albor de su carrera, Schilling fue capaz de alcanzar y mantener velocidades de 94-98 mph en su bola rápida de cuatro costuras. A lo largo de su carrera, se caracterizó por la determinación de profundizar en los juegos de pelota, rutinariamente lanzando más allá de la sexta y séptima entradas. Combinó su resistencia con un control preciso, especialmente en su bola rápida. El lanzamiento "fuera de la zona" de Schilling era una bola rápida de dedos separados, que generalmente se ubicaba debajo de la zona de strike (lo que resultaba en muchos ponches haciendo swing). También poseía un cambio por encima de la media, un slider decente, y se mezclaba con una curva ocasional, aunque alternaba principalmente entre su bola rápida y su splitter. Aunque su velocidad disminuyó en años posteriores (en el rango de 89-93 en su bola rápida), su control permaneció excelente y él es actualmente tercero en la proporción ponches-bases por bolas.

## Premios
- Premio Babe Ruth (2001)
- 2 × Lanzador del Año de Baseball Digest (2001, 2004)
- Premio Branch Rickey (2001)
- Premio Hutch (2001)
- Premio Conmemorativo Lou Gehrig (1995)
- 6 × MLB All-Star (1997, 1998, 1999, 2001, 2002, 2004)
- 4 × Lanzador del mes de MLB (mayo de 1999, mayo de 2001, mayo de 2002, julio de 2002)
- 3 × Jugador de la semana de MLB (27 de mayo de 2001, 5 de agosto de 2001, 17 de agosto de 2003)
- Premio al Jugador Más Valioso del Campeonato de la Liga Nacional (1993)
- Muro de la Fama de Philadelphia Baseball (2013)
- Salón de la Fama del Philadelphia Sports (2014)
- 2 × Premio de la Selección de Jugadores para el Lanzador Destacado de la Liga Nacional (2001, 2002)
- Premio Roberto Clemente (2001)
- 2 × Lanzador del Año de la Liga Nacional de Sporting News (2001, 2002)
- Deportista del año de Sporting News (2001)
- 2 × Deportista del año de Sports Illustrated (2001, 2004)
- 3 × Campeón de la Serie Mundial (2001, 2004, 2007)
- Premio al Jugador Más Valioso de la Serie Mundial (2001)

Logros
- 3 × 300 ponches en una temporada (1996, 1997, 2002)
- Club de los 3.000 ponches (2006)
- 4 × Líder de juegos completos de la Liga Nacional (1996, 1998, 2000, 2001)
- Líder de hits por cada nueve entradas lanzadas de MLB (1992)
- 3 × Líder de juegos iniciados de la Liga Nacional (1997, 1998, 2001)
- 2 × Líder de entradas lanzadas de la  (1998, 2001)
- 2 × Líder de ponches de la Liga Nacional (1998, 2001)
- 5 × Líder de la proporción ponches-boletos LA/LN  (2001-04, 2006)
- 2 × Líder de boletos por nueve entradas lanzadas LA/LN (2002, 2006)
- 2 × Líder de boletos más hits por entrada lanzada de la Liga Nacional (1992, 2002)
- 2 × Líder de victorias de la MLB (2001, 2004)

## Vida personal

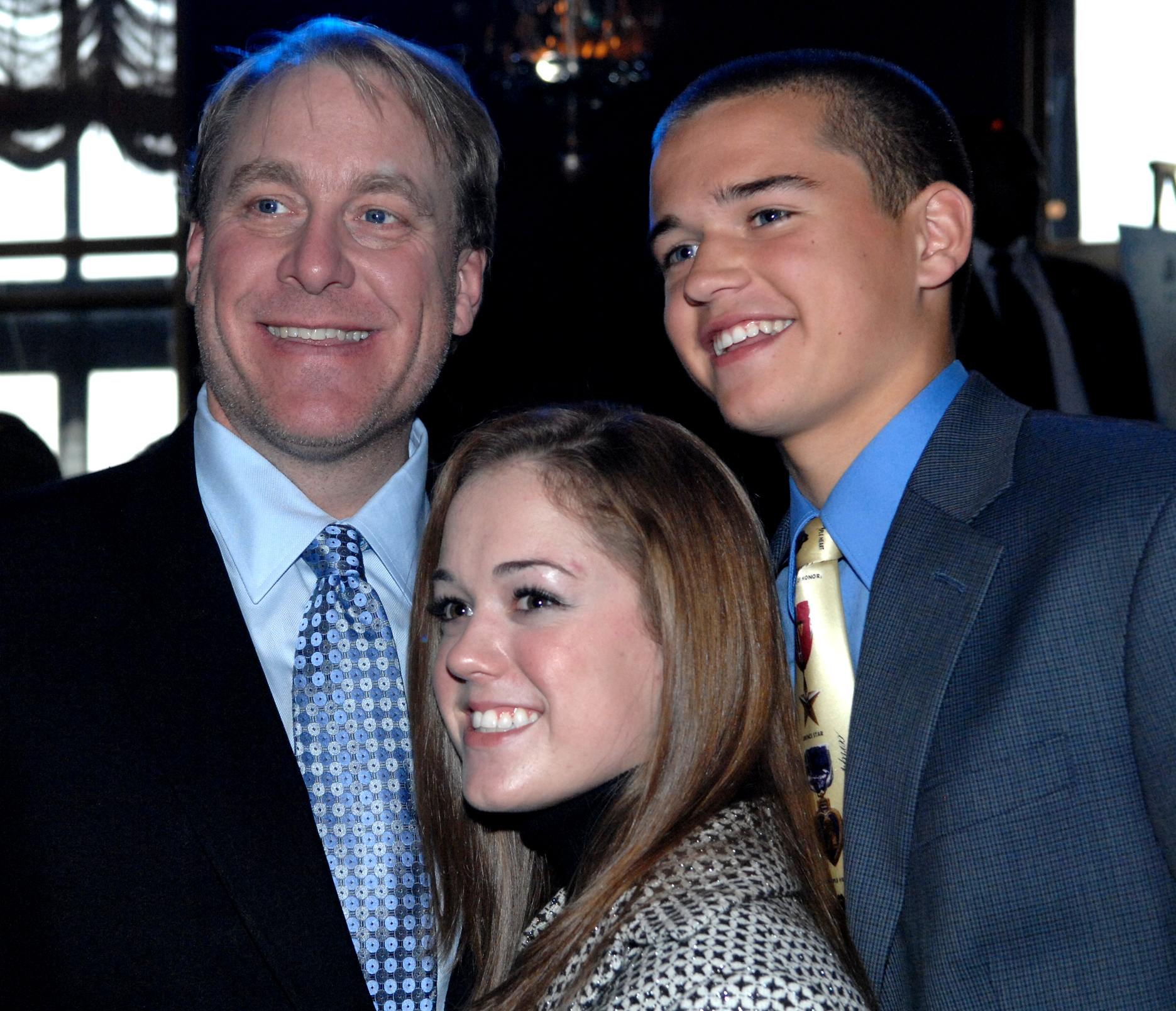
Curt Schilling (izquierda) con sus hijos en una ceremonia de premiación en 2007.

Schilling considera el área metropolitana nativa de Pittsburgh de su familia para tener su hogar y es un seguidor de los Acereros de Pittsburgh. Hasta 2013, Schilling vivía en Medfield, Massachusetts, en la antigua casa de Drew Bledsoe. A finales de 2013, la casa de 8,000 pies cuadrados de Schilling en Massachusetts se puso en el mercado con un precio de lista de $3 millones. Varias pertenencias personales, incluyendo un carrito de golf, también se enumeraron para la venta.
Schilling es uno de sólo 11 jugadores nacidos en el estado de Alaska que han jugado en las Grandes Ligas de Béisbol. Está casado con Shonda Schilling. Tienen cuatro hijos: Gehrig (nacido en 1995), Gabriella (nacida en 1997), Grant (nacido en 1999) y Garrison (nacido en 2002).
Schilling es un cristiano nacido de nuevo.

### Cáncer
El 5 de febrero de 2014, Schilling reveló que le habían diagnosticado y estaba siendo tratado contra el cáncer de garganta. Su declaración: "Siempre he creído que la vida es abrazar los dones y levantarse para hacer frente a los desafíos. Nos han presentado otro reto, ya que recientemente me han diagnosticado cáncer". El 25 de junio de ese año, Schilling anunció a través de Twitter que el cáncer estaba en remisión. El 20 de agosto de 2014 Schilling anunció que estaba en remisión de su batalla contra el cáncer oral. Ese mismo día, él mencionó que su cáncer fue el resultado de usar tabaco sin humo durante 30 años. También utilizó sus experiencias para advertir a Madison Bumgarner, quien también es un usuario de tabaco sin humo desde hace mucho tiempo.

### Implicación política
Schilling hizo campaña para el presidente George W. Bush en 2004, mientras que algunos miembros propietarios de los Medias Rojas hicieron campaña por el contendiente, el senador John F. Kerry (D). Schilling dijo que le animaron a postularse para el puesto de Kerry en el Senado de los Estados Unidos en 2008 como republicano. Sin embargo, Schilling fue citado en The Boston Globe diciendo que tenía la intención de lanzar en 2008, lo que impediría la búsqueda del Senado.
Fue llamado a Capitol Hill para testificar sobre el uso de esteroides en marzo de 2005, no como un usuario sospechoso, sino como un oponente vocal. Ha dicho que las estadísticas de José Canseco deben ser desechadas debido a su uso admitido de esteroides y también ha dicho que a menos que pueda refutar las acusaciones de que utilizó drogas que mejoran el rendimiento, Roger Clemens debe ser despojado de los cuatro premios Cy Young que ganó desde 1997.
El 29 de enero de 2007, Schilling anunció en una entrevista que apoyaría al senador John McCain, quien se convirtió en el candidato republicano en las elecciones presidenciales de 2008. En la misma entrevista, criticó a la entonces candidata presidencial y senadora Hillary Clinton (D) por sus comentarios criticando la guerra en Irak. Schilling también apareció en momentos de la campaña varias veces apoyando a McCain.
Schilling fue mencionado como un posible candidato para el Senado de los EE. UU. en la elección especial en Massachusetts para el asiento dejado vacante por el difunto senador Ted Kennedy. Sin embargo, descartó una carrera durante su aparición el 24 de septiembre de 2009 en Dennis y Callahan, un popular programa radial deportivo de Boston. En 2009, Schilling endosó a Scott Brown para el asiento. Durante la campaña, Martha Coakley, la candidata demócrata, se refirió a Schilling como un fanático de los Yankees. Coakley fue ridiculizada por el comentario; Los críticos dijeron que mostró que estaba fuera de contacto con la comunidad de Boston. Schilling bromeó sobre el incidente: "He sido llamado un montón de cosas ... Pero nunca, y quiero decir nunca, alguien podría cometer el error de llamarme fanático Yankee. Bueno, mira eso, si no sabes qué diablos está pasando en tu propio estado, tal vez puedas."
En una entrevista de Fox News el 18 de enero de 2010, Schilling fue interrogado sobre sus propias ambiciones políticas. Dijo que no era el momento.
Schilling se opone al matrimonio entre personas del mismo sexo, pero cree que cada estado debe decidir el tema. Schilling apoyó a Donald Trump durante la elección presidencial de 2016.
Schilling ha anunciado que desafiará a la senadora Elizabeth Warren en las elecciones del Senado de 2018 en Massachusetts. Schilling también ha expresado su interés en presentarse como candidato presidencial en 2024 si Donald Trump es reelegido en 2020.

### Trabajo caritativo
Schilling es un partidario del cuidado de los pacientes con esclerosis lateral amiotrófica (ALS, siglas en inglés). Su organización, Curt's Pitch for ALS, permite a los aficionados y organizaciones patrocinarlo, donando a la Asociación ALS por cada ponche que logre. Él también donó a la caridad sus $25.000 ganados en una versión para celebridades de Jeopardy! que originalmente salió al aire el 9 de noviembre de 2006. En la postemporada de 2004, después de la operación en el tobillo, Schilling escribió "K ALS" (abreviatura de "ponche al ALS") en su zapato, sabiendo que las cámaras se centrarían en su pie numerosas veces mientras estaba lanzando. También hace un programa de radio semanal con WEEI-FM en Boston que recauda más de $100,000 cada año para pacientes de ALS e investigación.

### Conflictos con jugadores
Schilling es conocido por ser franco, y esto ha dado lugar a varios conflictos con otros jugadores. Schilling fue públicamente criticado por sus compañeros de equipo de los Filis, Mitch Williams, Larry Andersen y Danny Jackson por su conducta durante la Serie Mundial de 1993. Siempre que Mitch Williams (cerrador que tiraba duro con una inclinación por la imprevisibilidad y el control errático) estaba en el montículo, las cámaras de televisión de CBS captaban a Schilling en el cobertizo ocultando su rostro con una toalla. Aunque Schilling dijo que estaba nervioso en el calor de la Serie Mundial, otros lo acusaron de intentar deliberadamente conseguir más tiempo en la televisión.
Schilling también ha dirigido comentarios hacia el tercera base de los Yankees, Alex Rodríguez, y en cierta ocasión llamó a la jugada del toque en primera de Rodríguez en el juego 6 de la Serie de Campeonato de la Liga Americana, una "jugada de la liga del matorral" en The Jim Rome Show.
Durante una aparición en un programa de radio el 8 de mayo de 2007, Schilling criticó a Barry Bonds, declarando: "Él admitió haber engañado a su esposa, engañar en sus impuestos y engañar en el juego". Poco después, Schilling publicó una disculpa en su blog, declarando que "era absolutamente irresponsable e incorrecto decir lo que hice", sin, sin embargo, indicar su opinión sobre la veracidad de las declaraciones.
Después de la temporada de 2008, Schilling publicó un post en el blog atacando la conducta de su excompañero con los Medias Rojas Manny Ramírez antes de que Ramírez dejara el equipo.

### Conflictos con administración
Mientras estaba con los Phillies, Schilling era un crítico vocal de la gerencia del equipo, quedándose apenas corto de llamar a la oficina principal incompetente.
Durante un juego como Diamondback en 2003, dañó una cámara QuesTec con un bate. Según Schilling, el árbitro detrás del plato había dicho: "No puedo llamar a ese lanzamiento un strike, la máquina no me deja." Esto condujo a una multa y a un intercambio público de insultos con Sandy Alderson, ejecutivo de Las Grandes Ligas de Béisbol, que acusa a Schilling de lloriquear y de querer que bolas sean llamadas strikes. En respuesta Schilling dijo que Alderson era "ignorante a los hechos e ignorante sobre lo que dije."

### Conflictos con medios de comunicación
Schilling tiene una pelea de larga data con ESPN y el exreportero de Arizona Republic Pedro Gómez, inicialmente sobre un artículo que escribió sobre el dirigente Buck Showalter. Gómez publicó entonces una columna crítica de Schilling, el mismo día que Schilling lanzaba en el Juego 7 de la Serie Mundial de 2001. En su columna, Gómez declaró: "Durante los últimos días, el país ... ha descubierto el pequeño secreto de Schilling, el mismo que los seguidores del béisbol conocen desde hace años, pero rara vez ha surgido a la palestra. Schilling es alguien cuyo deseo e intención es pulir su imagen personal a través de cualquier medio posible." También se le cita más tarde como que dijo que Schilling era "la mesa consumada para uno". Un año más tarde indignó a Schilling al afirmar que la amistad entre Schilling y su compañero de equipo Randy Johnson "era meramente cosmética".

En entrevistas en octubre de 2004 y febrero de 2006, Schilling dijo sobre Gómez:

Hay mucha [gente mala] en esa industria, Pedro Gómez, Joel Heyman, por nombrar algunos. Personas con tan poca habilidad en su profesión que necesitan especular, inventar, fabricar, para escribir algo lo suficientemente interesante para ser impreso. ¿Qué los hace malos? Estoy seguro de que no puedo identificar la razón exacta, pero sé algo. Los celos, la amargura, la necesidad de ser "diferente", estoy seguro de que hay otros, pero esos son los que conozco de la mano... Tienes que darse cuenta de que hay gente que no te gusta y, desafortunadamente, a veces esas personas tienen una voz, me disgustan y probablemente coincide con mi aversión por él (Gómez), pero tengo un problema con las personas que no tienen integridad y principio, así que esas cosas suceden. Solo tienes que dejarlo ir.

En 2007, Schilling participó en otra guerra de palabras con un escritor, esta vez con el columnista deportivo del Boston Globe Dan Shaughnessy. Shaughnessy en su columna y durante las apariciones en la televisión ha criticado a Schilling por la condición en la que se presentó para el entrenamiento de primavera, refiriéndose a él como "El Gran Golpe" y se burló del blog de Schilling y de sus apariciones en la radio. Schilling respondió usando el foro Sons of Sam Horn y su propio blog para señalar errores en las columnas de Shaughnessy.
El 27 de abril de 2007, el locutor Gary Thorne dijo que oyó a Doug Mirabelli, receptor de los Medias Rojas, decir que la sangre en el calcetín usado por Schilling en el Juego 6 de la Serie de Campeonato de la Liga Americana de 2004 era en realidad pintura. Mirabelli acusó a Thorne de mentir y un día después, luego de hablar con Mirabelli, Thorne se retractó en su declaración diciendo que malinterpretó lo que se pretendía como una broma, "Habiendo hablado con él hoy, no hay duda en mi mente que no fue lo que él dijo, eso no fue lo que quiso decir. Explicó que estaba en el contexto del sarcasmo y que son cosas que pasan en el clubhouse."

Schilling respondió en su blog diciendo lo siguiente:

Así que Gary Thorne dice que Doug le dijo que la sangre era falsa. Que incluso cuando es llamado no puede admitir que mintió. Doug nunca le dijo nada a Gary Thorne. Gary Thorne escuchó algo y luego reportó mal lo que escuchó. No sólo lo reportó mal, sino que malinterpretó lo que reportó mal.

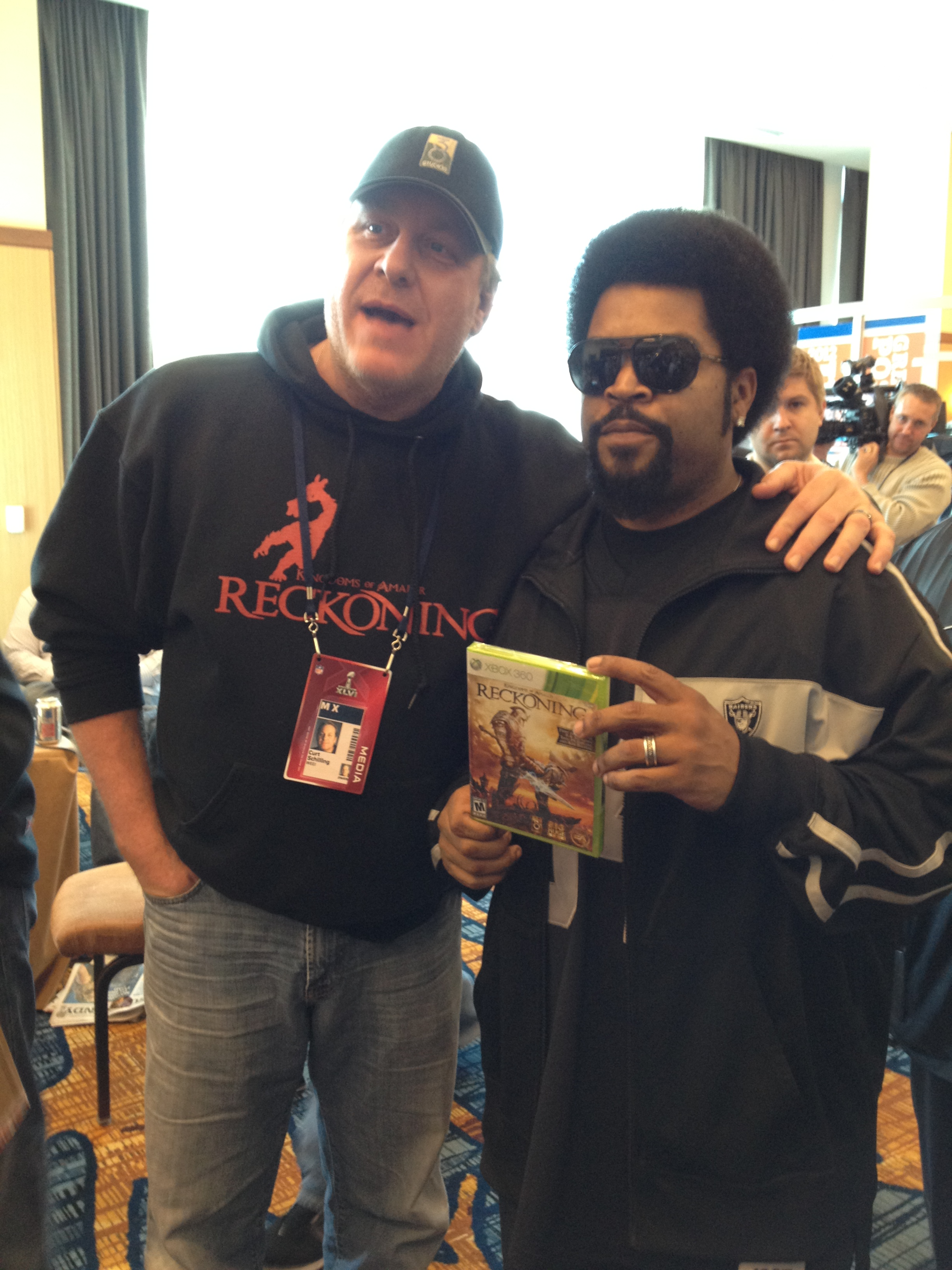
Schilling y Ice Cube promocionando Kingdoms of Amalur

### Juego
Schilling juega el juego de guerra en tablero Advanced Squad Leader.
"ASL se ha convertido en su compañero constante en los viajes de la ruta y cada ciudad de la liga Nacional es ahora su área de juego para el béisbol por la noche y ASL en el día. (Todo lo cual se ha convertido en una bonificación para los jugadores de ASL por su conocimiento, quienes a veces son invitados de Curt en los estadios alrededor del país)".
La decepción de Schilling por no poder asistir a la ASL Oktoberfest (una convención anual de juegos) lo llevó a crear su propio, The ASL Open, que debutó el fin de semana del 15 de enero de 1993 en Houston, Texas. El Open fue financiado por su propio bolsillo. Schilling también comenzó su propia publicación aficionada titulada Fire for Effect, una publicación bimensual presentando a "algunos de los mejores escritores de la afición de ASL."
Cuando su juego favorito fue vendido junto con Avalon Hill a Hasbro, Schilling se unió a la pequeña compañía de juegos Multi-Man Publishing, que mantuvo ASL y otros títulos de Avalon Hill. MMP también comenzó una nueva publicación profesional titulada ASL Journal y contribuyó con artículos, editoriales y escenarios de juegos.
Schilling ha jugado EverQuest y EverQuest II y ha reseñado dos de los muchos paquetes de expansión del juego para la revista PC Gamer. Schilling ha jugado World of Warcraft y se ha convertido en un invitado regular en el podcast de World of Warcraft The Instance. En 2006 Schilling creó los Green Monster Games, lo cual Schilling dijo que no fue nombrado por la pared del campo izquierdo del Fenway. A principios de 2007, el nombre de la compañía cambió a 38 Estudios.
En enero de 2008, Schilling anunció que se centraría en un proyecto de MMORPG (videojuego de rol multijugador masivo en línea) después de su retiro. El creador de cómics Todd McFarlane y el autor de fantasías R.A. Salvatore trabajaron con Schilling en el proyecto. El nuevo juego fue desarrollado bajo el nombre-código Copérnico. Un RPG de un solo jugador en el mismo escenario, titulado Kingdoms of Amalur: Reckoning, fue lanzado por su compañía 38 Studios en febrero de 2012. Ejecutivos de 38 Studios introdujeron el juego en la convención Comic-Con 2010 en San Diego.
En julio de 2010, la Junta de Desarrollo Económico de Rhode Island aprobó un préstamo garantizado de $75 millones a 38 estudios. 38 estudios prometieron traer 450 puestos de trabajo al estado para finales de 2012. En mayo de 2012, 38 Estudios incumplieron su préstamo con el estado de Rhode Island y no cumplieron con obligaciones de nómina a sus empleados. 38 Studios y su filial, Big Huge Games, luego despidieron a sus empleados con un correo electrónico masivo. Algunos de los empleados despedidos pueden tener segundas hipotecas porque la compañía no había vendido casas para ellos como parte de un paquete de reubicación. Algunos han acusado a Schilling de hipocresía basado en el conflicto entre sus opiniones profesadas sobre el "gran gobierno" y la relación del estudio con el "gran gobierno". El 1 de noviembre de 2012, Schilling fue demandado por el estado en relación con el préstamo. El gobernador Lincoln Chafee dijo: "Mi mensaje a los habitantes de Rhode Island es este: sé que ustedes trabajan duro por sus cheques de sueldo y que los dólares de sus impuestos sea malgastado es inaceptable. La acción legal de la Junta fue tomada para rectificar una grave injusticia puesta en la gente de Rhode Island."
En una entrevista de julio de 2012, Schilling discutió la caída de 38 estudios, citando al gobernador de Rhode Island y su propio optimismo como las principales razones de la desaparición de la empresa.

### Internet
Él tiene un avatar personalizado en EverQuest II, porque los creadores del juego han hecho de Schilling un personaje especial en línea. Del 5 de junio al 7 de junio de 2006, los aficionados pudieron luchar contra un Curt Schilling virtual en el juego. Cada vez que el Schilling virtual fue derrotado, Sony Online Entertainment donó $5 dólares para la investigación del ALS. Antes de la temporada de 2007, Schilling comenzó un blog llamado 38pitches.com en el que respondió a preguntas de los fanáticos, documentó sus salidas y refutó cobertura de prensa sobre él o el equipo que creía que era inexacta. Después de retirarse, trasladó su blog al sitio web de la radio deportiva WEEI. Después de un desacuerdo con la estación, Schilling lo sacó de ese sitio. Schilling contribuye periódicamente en el sitio web de ESPN Boston contestando preguntas de los fanáticos sobre los Medias Rojas o el béisbol en general. Schilling también se puede encontrar en el popular sitio web de microblogging Twitter bajo el identificador gehrig38.
En noviembre de 2014, Schilling entró en un debate de un día en Twitter con el escritor de béisbol Keith Law sobre la controversia creación-evolución, en la que defendió el creacionismo contra la defensa de la evolución de Law, después de la cual ESPN decidió suspender la cuenta de Twitter de Law. ESPN comentó que "la suspensión de Twitter de Keith no tuvo absolutamente nada que ver con sus opiniones sobre el tema", pero no está claro qué otra motivación está detrás del acto, ya que la conversación entre Schilling y Lawl "nunca se volvió hostil", con muchos opinando que sentían que su suspensión era "ridícula". La cuenta de Schilling no fue suspendida y continuó tuiteando. Al regresar a Twitter después de que expiró la prohibición, el primer tuit de Law "Eppur si muove" ("Y sin embargo se mueve") dejó en claro que las quejas de Schilling sobre sus posts contradiciendo su argumento eran de hecho la razón de la suspensión.
El 25 de febrero de 2015, Schilling publicó un tuit de felicitación a su hija Gabby, entonces de 17 años de edad, por su aceptación a la universidad y el equipo de sóftbol de la escuela. Algunas respuestas a su tuit hicieron crudas referencias a la violación, al fisting y al sexo anal, entre otras referencias sexuales. Schilling publicó en su blog capturas de pantalla de algunos tuits ofensivos, junto con las verdaderas identidades de las cuentas de Twitter, cuyos empleos, escuelas y familiares afirmó haber contactado. Al menos dos de los usuarios de Twitter eran conocidos por haber sido castigados, con uno perdiendo su trabajo a tiempo parcial como vendedor de boletos para los Yankees y otro suspendido del Brookdale Community College. Schilling afirmó que al menos otros siete también fueron penalizados por sus trabajos o equipos atléticos.

### Hablando en público
Schilling fue seleccionado como el orador del comienzo para la graduación 2010 del Worcester Polytechnic Institute y le concedió un Doctorado de Ciencia, honoris causa.

### Analista de transmisión
Schilling debutó en ESPN como un analista de béisbol el 4 de abril de 2010, en el show previo al partido para la apertura de la temporada 2010 entre los Yankees de Nueva York y los Medias Rojas de Boston. Él ha escrito para WEEI.com, 38pitches.com y WordPress.com. En 2014, fue nombrado como analista para Sunday Night Baseball de ESPN, aunque su posterior diagnóstico de cáncer le impidió trabajar en las transmisiones durante la mayor parte de la temporada. El 14 de septiembre de 2014, Schilling volvió a la cabina del Sunday Night Baseball mientras los Yankees jugaron contra los Orioles de Baltimore.
El 25 de agosto de 2015, ESPN.com suspendió la cobertura de Schilling de la actual Little League World Series y de Sunday Night Baseball después de postear un meme en Twitter que comparaba el yihadismo musulmán y los nazis alemanes, "la matemática es asombrosa cuando tienes los verdaderos [números]. Schilling eliminó y se disculpó por el polémico tuit el mismo día. Schilling también fue suspendido del próximo juego de la noche del domingo, en el cual el lanzador de Chicago Cubs Jake Arrieta lanzó un juego sin hits. El 3 de septiembre de 2015, ESPN anunció que su suspensión cubriría todos los restantes juegos de béisbol del domingo por la noche de 2015, así como su cobertura de postemporada de MLB de 2015.
El 20 de abril de 2016, ESPN anunció que había despedido a Schilling después de que él compartió un mensaje en Facebook que muchos consideraban anti-transgénero, diciendo: "ESPN es una compañía inclusiva. Curt Schilling ha sido advertido de que su conducta era inaceptable y su empleo con ESPN ha sido terminado."